# Katun (Kroatië)
Katun is een plaats in de gemeente Poreč in de Kroatische provincie Istrië. De plaats telt 64 inwoners (2001).